# Thomas Abercrombie (basket-ball)
Pour les articles homonymes, voir Thomas Abercrombie et Abercrombie.
Thomas Abercrombie, né le 5 juillet 1987 à Auckland, en Nouvelle-Zélande, est un joueur néo-zélandais de basket-ball, évoluant au poste d'arrière.

## Carrière
En mars 2014, il rejoint l'ASVEL, club de première division française pour pallier l'absence de Paccelis Morlende. Il est laissé libre le 30 juin 2014.

## Palmarès
- Vainqueur du Championnat d'Australie en 2011, 2012, 2013 et 2015.
- Vainqueur du Championnat de Nouvelle-Zélande en 2009.
- Champion d'Océanie en 2009.

## Distinctions personnelles
- Rookie de l'année du Championnat de Nouvelle-Zélande en 2009
- Sélectionné pour le All-Star Game du Championnat de Nouvelle-Zélande en 2009, 2010 et 2011.
- MVP des finales du Championnat d'Australie en 2011.